# San Francisco Giants
Els San Francisco Giants són un club professional de beisbol estatunidenc de la ciutat de San Francisco que disputa la MLB.

## Palmarès
- Campionats de la MLB (8):2014, 2012, 2010, 1954, 1933, 1922, 1921, 1905
- Campionats de la Lliga Nacional (23): 2014, 2012, 2010, 2002, 1989, 1962, 1954, 1951, 1937, 1936, 1933, 1924, 1923, 1922, 1921, 1917, 1913, 1912, 1911, 1905, 1904, 1889, 1888
- Campionats de la Divisió Oest (6): 2003, 2000, 1997, 1989, 1987, 1971

## Evolució de la franquícia
- San Francisco Giants (1958-present)
- New York Giants (1885-1957)
- New York Gothams (1883-1885)

## Colors
Negre, taronja i crema.

## Estadis
- AT&T Park (2000-present)
  - a.k.a. SBC Park (2004-2005)
  - a.k.a. Pacific Bell Park (2000-2003)
- Candlestick Park (1960-1999)
  - a.k.a. 3Com Park at Candlestick Point (1997-1999)
- Seals Stadium (1958-1959)
- Polo Grounds IV (New York) (1911-1957)
  - a.k.a. Brush Stadium (1911-1919)
- Hilltop Park (New York) (1911)
- Polo Grounds III (New York) (1891-1911)
- Polo Grounds II (New York) (1889-1890)
- St. George Grounds (New York) (1889)
- Oakland Park (New Jersey) (1889)
- Polo Grounds I (New York) (1883-1888) |

## Números retirats
- Christy Mathewson NY
- John McGraw NY
- Bill Terry 3
- Mel Ott 4
- Carl Hubbell 11
- Willie Mays 24
- Juan Marichal 27
- Orlando Cepeda 30
- Gaylord Perry 36
- Jackie Robinson 42
- Willie McCovey 44